# Юпікські мови
Юпікські мови — мовна група, що входить до ескімосько-алеутської родини. Поширені на Чукотці, західному на південно-західному узбережжі Аляски з прибережними островами. Слово «юпік» позначає не лише назву мови, а й самоназву народу (yuk — особа і pik — справжня). 
До цієї групи належать чотири мови, розділені на дві групи:
аляскинська підгрупа:
- алутикська;
- центральноаляскинська;

сибірська підгрупа:
- юїтська мова;
- науканська.